# Macbeth (Carmelo Bene)
Macbeth è uno spettacolo teatrale del 1983, riedito nel 1996, diretto, curato e interpretato da Carmelo Bene, tratto da William Shakespeare.
Il Macbeth del 1982-1983, spiega l'"autore "... segna la fine della scrittura scenica e spalanca l'avvento della macchina attoriale, sollecitato dall'esperienza elettronica ereditata dalla fase cinematografica e maturata nell'avventura concertistica del poema sinfonico (s)drammatizzato''.
"Macbeth è l'eroe annientato dal suo stesso progetto".

## Edizioni
Teatro:
- Macbeth, due tempi, da William Shakespeare. Con Susanna Javicoli. Musiche di Giuseppe Verdi. Orchestrazione e direzione: F. Zito. Scene e costumi di Carmelo Bene. Strumentazione fonica: R. Maenza. Milano, Teatro Lirico (4 gennaio 1983).
- Macbeth - horror suite, da Shakespeare (II edizione). Nel centenario della nascita di Antonin Artaud. Con S. Pasello. Musiche di Giuseppe Verdi. Arrangiamenti musicali: Carmelo Bene. Scene: T. Fario. Costumi: L. Viglietti. Roma, Festival d'Autunno, Teatro Argentina (30 settembre 1996).

Televisione:
- 1996 – Macbeth horror suite di Carmelo Bene da William Shakespeare; regia e interprete[2] principale C.B.; musica da Giuseppe Verdi; montaggio P. Centomani; altri interpreti: Lady Macbeth – S. Pasello; scene T. Fario; costumi L. Viglietti; datore luci D. Ronchieri; montaggio audio E. Savinelli; tecnico video P. Murolo; mixer video C. Ciampa; assistente alla regia M. Lamagna; ottimizzazione A. Loreto; direttore di produzione G. Pagano; produzione Nostra Signora S.r.l. e RAI; realizzato nel Centro di Produzione Tv di Napoli; durata 60'; trasmesso il 5/4/1997, Rai 2.